# Lista de edificações da Cidade Universitária da Universidade Federal do Rio de Janeiro
Esta é uma lista de edificações da Cidade Universitária da Universidade Federal do Rio de Janeiro (UFRJ), dentre prédios dos centros, unidades acadêmicas, órgãos suplementares e centros de pesquisa.

## Acadêmicos
- Centro de Ciências Matemáticas e da Natureza
- Centro de Ciências da Saúde
- Centro de Letras e Artes
- Centro de Tecnologia
- Escola de Educação Física e Desportos
- Faculdade de Arquitetura e Urbanismo
- Faculdade de Letras
- Faculdade de Odontologia
- Instituto de Macromoléculas Professora Eloisa Mano
- Instituto de Pós-Graduação e Pesquisa em Administração
- Instituto de Física
- Pós-graduação em Artes Visuais da Escola de Belas Artes
- Pólo de Xistoquímica Professor Cláudio Costa Neto

## Saúde
- Hospital Universitário Clementino Fraga Filho
- Instituto de Puericultura e Pediatria Martagão Gesteira

## Incubadora de Empresas
- Incubadora de Empresas do Instituto Alberto Luiz Coimbra de Pós-Graduação e Pesquisa em Engenharia

## Administrativos
- Reitoria
- Prefeitura Universitária

## Órgãos complementares
- Divisão Gráfica
- Divisão de Transportes
- Divisão de Saúde do Trabalhador

## Centros culturais
- Central de Memória Acadêmica
- Centro Cultural Professor Horácio Macedo

## Centros de pesquisa
- Centro de Pesquisas da Petrobras
- Centro de Pesquisas de Energia Elétrica
- Centro de Tecnologia Mineral
- Centro de Energia e Tecnologia Sustentáveis
- Centro Integrado de Processamento de Dados
- Empresa Brasileira de Telecomunicações
- Fundação Bio-Rio
- Grupamento Operacional para Tecnologias Avançadas
- Instituto de Engenharia Nuclear
- Instituto Virtual Internacional de Mudanças Globais
- Núcleo Interdisciplinar UFRJ-Mar
- Parque Tecnológico do Rio
- Usina Verde
- Estação Experimental de Tratamento de Esgoto da Escola Politécnica

## Educação básica
- Escola de Educação Infantil
- Escola Municipal Tenente Antônio João

## Residencial e áreas de convivência
- Alojamento Estudantil
- Vila Residencial
- Vila Residencial Militar de Bom Jesus
- Restaurante Universitário Edson Luís de Lima Souto
- Estação de Integração
- Pólo Náutico